# Mississippi University for Women
Mississippi University for Women (MUW) är ett delstatligt universitet i Columbus i den amerikanska delstaten Mississippi som grundades år 1884. Trots namnet har man sedan 1982 även antagit manliga studenter.
1971 vann MUW det tredje amerikanska collegemästerskapet i basketboll för damer.